# VfL 93 Hamburg
VfL 93 Hamburg is een Duitse sportclub uit de stad Hamburg, in het stadsdeel Winterhude.

## Geschiedenis
De club werd in 1893 opgericht als Freie Turnerschaft Hamburg. In 1905 werd de naam Arbeiterschlagballverein Unermüdet Hamburg aangenomen en in 1910 VfB Hamburg. In 1926 werd de huidige naam aangenomen. Nadat de Nationaalsocialistische Duitse Arbeiderspartij aan de macht kwam in 1933 werden alle arbeidersclubs in Duitsland verboden. In 1947 werd de club heropgericht.
VfL speelde lange tijd op een laag niveau en promoveerde in 1992 naar de Oberliga Nord, de derde hoogste klasse op dat moment. In 1994 werd de Regionalliga heringevoerd en ook hier bleef de club spelen. Na een degradatie in 1996 promoveerde de club meteen weer terug en kon het behoud verzekeren. Om financiële redenen degradeerde de club in 1998 echter vrijwillig naar de Verbandsliga, de vijfde klasse.
In 2006 promoveerde de club terug naar de Oberliga, maar kon het behoud niet verzekeren. Door de invoering van de 3. Liga in 2008 werd de Oberliga Nord opgeheven en kwamen drie andere Oberliga's in de plaats. VfL ging in de Oberliga Hamburg spelen, maar degradeerde na één seizoen. In 2014 werd de club kampioen in de Landesliga en mocht promoveren naar de Oberliga maar trok zich hierna vrijwillig terug uit de competitie en begon opnieuw in de Kreisklasse. 

## Overzicht recente seizoenen
| - 1989-90 (V) Landesliga H-Hansa 1ste - 1990-91 (IV) Verbandsliga Hamburg 1ste - 1991-92 (IV) Verbandsliga Hamburg 2de - 1992-93 (III) Am.Oberliga Nord 11de - 1993-94 (III) Am.Oberliga Nord 11de - 1994-95 (III) Regionalliga Nord 12de - 1995-96 (III) Regionalliga Nord 16de - 1996-97 (IV) Oberliga Hamburg/SH 1ste - 1997-98 (III) Regionalliga Nord 11de - (vrijwillige degradatie) - 1998-99 (V) Verbandsliga Hamburg 16de | - 1999-00 (VI) Landesliga Hamburg 1ste - 2000-01 (V) Verbandsliga Hamburg 9de - 2001-02 (V) Verbandsliga Hamburg 11de - 2002-03 (V) Verbandsliga Hamburg 7de - 2003-04 (V) Verbandsliga Hamburg 8ste - 2004-05 (V) Verbandsliga Hamburg 8ste - 2005-06 (V) Verbandsliga Hamburg 1ste - 2006-07 (IV) Oberliga Nord 17de - 2007-08 (V) Verbandsliga Hamburg 11de - 2008-09 (V) Oberliga Hamburg 15de - 2009-10 (VI) Landesliga Hamburg-Hammonia |